# Vurğun
Vurğun è un comune dell'Azerbaigian situato nel distretto di Ağstafa. Conta una popolazione di 2 710 abitanti.